# Kalanchoe jongmansii
Kalanchoe jongmansii är en fetbladsväxtart. Kalanchoe jongmansii ingår i släktet Kalanchoe och familjen fetbladsväxter.

## Underarter
Arten delas in i följande underarter:
- K. j. ivohibensis
- K. j. jongmansii